# 이승준 (축구인)
이승준(李承俊, 1972년 9월 1일 ~ )은 전 축구 선수이자 지도자이다.

## 클럽 경력
1995년부터 할렐루야 축구단에서 주전 골키퍼로 활동했으나 실질적으로 이 구단을 운영하던 신동아그룹이 경제불황에 따른 경영난 탓인지 구단 운영에 어려움을 겪어오게 되면서 꼬이기 시작했다.
결국 1998년 2월 이랜드 푸마가 해체되자 원래 축구단 명칭으로 구단 명칭을 복원하여 1998년 3월 재창단된 임마누엘 축구단으로 이적했으나 임마누엘 축구단이 이 구단을 기반으로 1998년 시즌 후 해체된 할렐루야 축구단 선수들을 규합하여 할렐루야 축구단으로 재창단하자 1999년 한국철도 축구단으로 이적하였다.
이후, 2000년 대전 시티즌에서 프로선수 생활을 시작했으나 최은성이란 벽에 가려 2002년 9경기로 많은 출전을 기록한 것을 제외하면 이렇다할 실적을 얻지 못했지만 2001년 포항과의 FA컵 결승전에서 전반에 최은성이 부상을 당하자 교체투입됐고 실점 없이 대전 골문을 잘 지켜내며 대전의 사상 첫 FA컵 우승에 기여했다.
하지만, 2005년을 끝으로 대전 구단이 재정상황을 고려하여 불가피하게 구조조정에 나서면서 본인(이승준) 등 상당수의 선수를 방출하자 부산 아이파크 유니폼을 입었으나 정유석의 그늘에 가려 이렇다할 실적을 올리지 못하자 2006년을 끝으로 프로 선수 생활을 접었는데 2015년 수원 FC의 골키퍼로 선수 등록이 되기도 했었다.

## 수상 내역

### 클럽

#### 대전 시티즌
- FA컵 우승 1회 (2001년)